# Comunidad de comunas del Argonne Ardenés
La Comunidad de comunas del Argonne Ardenés (Communauté de communes de l'Argonne Ardenaise, 2C2A en francés), es una estructura intercomunal francesa situada en el departamento francés de Champaña-Ardenas de la región de Ardenas.

## Historia
Fue creada el 31de diciembre de 1997 con la unión de las dieciocho comunas del cantón de Buzancy, las dieciocho del cantón de Grandpré, las dieciocho del cantón de Monthois, las diecisiete del cantón de Le Chesne, las quince del cantón de Vouziers y las catorce del cantón de Machault; y que actualmente forman parte, cincuenta y ocho del nuevo cantón de Attigny y cuarenta y dos del nuevo cantón de Vouziers.

## Nombre
Debe su nombre a que la comunidad se halla en la región natural de Argonne, en su parte de Ardenas. 

## Composición
La Comunidad de comunas reagrupa 100 comunas:
| Comuna                          | Código INSEE | Región   | Población (2012) | Superficie (km²) | Densidad (hab./km²) |
| ------------------------------- | ------------ | -------- | ---------------- | ---------------- | ------------------- |
| Apremont                        | 08017        | Attigny  | 129              | 12.86            | 10                  |
| Ardeuil-et-Montfauxelles        | 08018        | Attigny  | 83               | 4.28             | 19                  |
| Aure                            | 08031        | Attigny  | 49               | 12.72            | 3.9                 |
| Authe                           | 08033        | Vouziers | 93               | 9.47             | 9.8                 |
| Autruche                        | 08035        | Vouziers | 11               | 8.24             | 7.4                 |
| Autry                           | 08036        | Attigny  | 136              | 16.34            | 8.3                 |
| Ballay                          | 08045        | Vouziers | 247              | 10.46            | 24                  |
| Bar-lès-Buzancy                 | 08049        | Vouziers | 122              | 9.4              | 13                  |
| Bayonville                      | 08052        | Vouziers | 100              | 16.19            | 6.2                 |
| Beffu-et-le-Morthomme           | 08056        | Attigny  | 69               | 5.49             | 13                  |
| Belleville-et-Châtillon-sur-Bar | 08057        | Vouziers | 307              | 21.21            | 14                  |
| Belval-Bois-des-Dames           | 08059        | Vouziers | 35               | 17.22            | 2                   |
| Bouconville                     | 08074        | Attigny  | 56               | 15.21            | 3.7                 |
| Boult-aux-Bois                  | 08075        | Vouziers | 143              | 15.2             | 9.4                 |
| Bourcq                          | 08077        | Attigny  | 58               | 9.85             | 5.9                 |
| Brécy-Brières                   | 08082        | Attigny  | 69               | 8.68             | 7.9                 |
| Brieulles-sur-Bar               | 08085        | Vouziers | 182              | 13.23            | 14                  |
| Briquenay                       | 08086        | Vouziers | 120              | 14.5             | 8.3                 |
| Buzancy                         | 08089        | Vouziers | 365              | 22.67            | 16                  |
| Cauroy                          | 08092        | Attigny  | 186              | 17.46            | 11                  |
| Challerange                     | 08097        | Attigny  | 485              | 11.13            | 44                  |
| Champigneulle                   | 08098        | Attigny  | 58               | 7.73             | 7.5                 |
| Chardeny                        | 08104        | Attigny  | 42               | 5.02             | 8.4                 |
| Chatel-Chéhéry                  | 08109        | Attigny  | 156              | 16.08            | 9.7                 |
| Chevières                       | 08120        | Attigny  | 49               | 6.17             | 7.9                 |
| Condé-lès-Autry                 | 08128        | Attigny  | 78               | 7.97             | 9.8                 |
| Contreuve                       | 08130        | Attigny  | 60               | 11.02            | 5.9                 |
| Cornay                          | 08131        | Attigny  | 79               | 10.94            | 7.2                 |
| Dricourt                        | 08147        | Attigny  | 88               | 7.12             | 12                  |
| Exermont                        | 08161        | Attigny  | 43               | 18.29            | 2.4                 |
| Falaise                         | 08164        | Attigny  | 332              | 9.52             | 35                  |
| Fléville                        | 08171        | Attigny  | 101              | 7.89             | 13                  |
| Fossé                           | 08176        | Vouziers | 53               | 8.94             | 5.9                 |
| Germont                         | 08186        | Vouziers | 46               | 4.77             | 9.6                 |
| Grandham                        | 08197        | Attigny  | 55               | 5.91             | 9.3                 |
| Grandpré                        | 08198        | Attigny  | 450              | 28.56            | 16                  |
| Grivy-Loisy                     | 08200        | Attigny  | 182              | 11.56            | 16                  |
| Harricourt                      | 08215        | Vouziers | 39               | 7.87             | 5                   |
| Hauviné                         | 08220        | Attigny  | 320              | 14.55            | 21                  |
| Imécourt                        | 08233        | Vouziers | 54               | 8.42             | 6.4                 |
| La Berlière                     | 08061        | Vouziers | 47               | 10.54            | 4.5                 |
| La Croix-aux-Bois               | 08135        | Vouziers | 130              | 5.77             | 23                  |
| Lançon                          | 08245        | Attigny  | 37               | 8.24             | 4.5                 |
| Landres-et-Saint-Georges        | 08246        | Vouziers | 98               | 20.43            | 4.8                 |
| Le Chesne                       | 08116        | Vouziers | 951              | 23.87            | 40                  |
| Leffincourt                     | 08250        | Attigny  | 178              | 18.02            | 9.9                 |
| Les Alleux                      | 08007        | Vouziers | 81               | 12.04            | 6.7                 |
| Les Grandes-Armoises            | 08019        | Vouziers | 59               | 4.47             | 13                  |
| Les Petites-Armoises            | 08020        | Vouziers | 65               | 4.37             | 15                  |
| Liry                            | 08256        | Attigny  | 103              | 12.69            | 8.1                 |
| Longwé                          | 08259        | Attigny  | 89               | 10.78            | 8.3                 |
| Louvergny                       | 08261        | Vouziers | 71               | 8.95             | 7.9                 |
| Machault                        | 08264        | Attigny  | 503              | 16.58            | 30                  |
| Manre                           | 08271        | Attigny  | 91               | 18.5             | 4.9                 |
| Marcq                           | 08274        | Attigny  | 103              | 10.61            | 9.7                 |
| Mars-sous-Bourcq                | 08279        | Attigny  | 56               | 4.73             | 12                  |
| Marvaux-Vieux                   | 08280        | Attigny  | 76               | 11.61            | 6.5                 |
| Montcheutin                     | 08296        | Attigny  | 147              | 9.64             | 15                  |
| Montgon                         | 08302        | Vouziers | 66               | 8.2              | 8                   |
| Monthois                        | 08303        | Attigny  | 381              | 11.98            | 32                  |
| Mont-Saint-Martin               | 08308        | Attigny  | 78               | 13.95            | 5.6                 |
| Mont-Saint-Remy                 | 08309        | Attigny  | 53               | 7.55             | 7                   |
| Mouron                          | 08310        | Attigny  | 82               | 6.4              | 13                  |
| Noirval                         | 08325        | Vouziers | 32               | 5                | 6.4                 |
| Nouart                          | 08326        | Vouziers | 145              | 17.73            | 8.2                 |
| Oches                           | 08332        | Vouziers | 42               | 6.76             | 6.2                 |
| Olizy-Primat                    | 08333        | Attigny  | 217              | 21.35            | 10                  |
| Pauvres                         | 08338        | Attigny  | 186              | 12.64            | 15                  |
| Quatre-Champs                   | 08350        | Vouziers | 194              | 11.51            | 17                  |
| Quilly                          | 08351        | Attigny  | 85               | 5.49             | 15                  |
| Saint-Clément-à-Arnes           | 08378        | Attigny  | 106              | 10.13            | 10                  |
| Sainte-Marie                    | 08390        | Attigny  | 88               | 5.57             | 16                  |
| Saint-Étienne-à-Arnes           | 08379        | Attigny  | 242              | 29.56            | 8.2                 |
| Saint-Juvin                     | 08383        | Attigny  | 112              | 9.4              | 11.9                |
| Saint-Morel                     | 08392        | Attigny  | 237              | 12.04            | 20                  |
| Saint-Pierre-à-Arnes            | 08393        | Attigny  | 64               | 8.41             | 7.6                 |
| Saint-Pierremont                | 08394        | Vouziers | 79               | 19.77            | 4                   |
| Sauville                        | 08405        | Vouziers | 88               | 5.57             | 16                  |
| Savigny-sur-Aisne               | 08406        | Attigny  | 373              | 10.41            | 36                  |
| Séchault                        | 08407        | Attigny  | 65               | 10.86            | 6                   |
| Semide                          | 08410        | Attigny  | 200              | 37.04            | 5.4                 |
| Senuc                           | 08412        | Attigny  | 147              | 13.58            | 12                  |
| Sommauthe                       | 08424        | Vouziers | 119              | 9.78             | 12                  |
| Sommerance                      | 08425        | Attigny  | 43               | 5.18             | 8.3                 |
| Sugny                           | 08431        | Attigny  | 110              | 6.12             | 18                  |
| Sy                              | 08434        | Vouziers | 48               | 7.97             | 6                   |
| Tailly                          | 08439        | Vouziers | 160              | 4.04             | 11                  |
| Tannay                          | 08439        | Vouziers | 160              | 14.04            | 11                  |
| Termes                          | 08441        | Attigny  | 139              | 13.98            | 9.9                 |
| Terron-sur-Aisne                | 08443        | Vouziers | 111              | 6.5              | 17                  |
| Thénorgues                      | 08446        | Vouziers | 107              | 9.25             | 12                  |
| Toges                           | 08453        | Vouziers | 97               | 3.44             | 28                  |
| Tourcelles-Chaumont             | 08455        | Attigny  | 94               | 4.81             | 20                  |
| Vandy                           | 08461        | Vouziers | 180              | 11.11            | 16                  |
| Vaux-en-Dieulet                 | 08463        | Vouziers | 63               | 11.03            | 5.7                 |
| Vaux-lès-Mouron                 | 08464        | Attigny  | 87               | 2.1              | 41                  |
| Verpel                          | 08470        | Vouziers | 81               | 15.25            | 5.3                 |
| Verrières                       | 08471        | Vouziers | 28               | 6.36             | 4.4                 |
| Vouziers                        | 08490        | Vouziers | 4046             | 27.8             | 146                 |
| Vrizy                           | 08493        | Attigny  | 333              | 8.18             | 41                  |

## Competencias
La comunidad es un organismo público de cooperación intercomunal.
Sus recursos provienen del impuesto sobre los rendimientos del trabajo único, del sistema de contribuciones que se aplica a los residuos y asignaciones y subvenciones de diversos socios.
Sus competencias en general se centran en el desarrollo económico, medio ambiental, de empleo y los servicios comunitarios a los habitantes:
- Ordenación del Territorio
  - Plan de Coherencia Territorial (SCOT, en francés).
  - Plan Sectorial.
- Desarrollo y organización económica
  - Acción de desarrollo económico de las actividades industriales, comerciales o de empleo, (apoyo de las actividades agrícolas y forestales...).
  - Creación, organización, mantenimiento y gestión de zonas de actividades industriales, comerciales, terciario, artesanal o turístico.
- Desarrollo y organización social y cultural
  - Actividades culturales y socioculturales.
  - Actividades deportivas.
  - Construcción y/u organización, mantenimiento, gestión de equipamientos o establecimientos culturales, socioculturales, socioeducativos, deportivos…, etc.
  - Transporte escolar.
- Medio ambiente
  - Saneamiento no colectivo.
  - Recogida y tratamiento de los residuos urbanos y asimilados.
  - Protección y valorización del Medio Ambiente.
- Vivienda y hábitat
  - Programa local del hábitat.
- Servicio de vías públicas
  - Creación, organización y mantenimiento del servicio de vías públicas.
- Otros
  - Adquisición comunal de material.
  - Informática, Talleres vecinales.